# Li Xuerui
Dans ce nom chinois, le nom de famille, Li, précède le nom personnel.
Li Xuerui, est une joueuse professionnelle de badminton, née le 24 janvier 1991 à Chongqing.
En 2012, elle remporte l'Uber Cup par équipe et devient championne olympique en simple.
Le 31 août 2014, elle perd en finale des Championnats du monde face à l'Espagnole Carolina Marín.

## Palmarès
Son palmarès olympique est:
- Médaille d'or aux Jeux olympiques de 2012

Ses victoires dans les tournois ou championnats internationaux sont :
| Année | Rang | Tournois                                 |
| ----- | ---- | ---------------------------------------- |
| 2013  | 1    | Open d'Indonésie                         |
| 2012  | 1    | Uber Cup                                 |
| 2012  | 1    | Hong Kong Open Super Series              |
| 2012  | 1    | Open de Chine                            |
| 2012  | 1    | Open d'Inde                              |
| 2012  | 1    | Championnats d'Asie                      |
| 2012  | 1    | All England Open Badminton Championships |
| 2012  | 1    | Open d'Allemagne                         |
| 2011  | 1    | Bitburger Open                           |
| 2011  | 1    | Open de Thaïlande                        |
| 2010  | 1    | Open de Macao                            |
| 2010  | 1    | Championnats d'Asie                      |